# Colonia Tovar
Colonia Tovar és una ciutat de Veneçuela, capital del municipi de Tovar a l'estat d'Aragua. Està situada 65,6 km a l'oest de Caracas. Va ser fundada el 8 d'abril del 1843 per un grup de 390 immigrants de l'aleshores estat independent del Gran Ducat de Baden (més tard incorporat a Alemanya). Es caracteritza pel manteniment de la cultura del seu origen, i també es coneix com «l'Alemanya del Carib». La seva economia depèn principalment de l'agricultura i el turisme. La Colonia Tovar és coneguda per les seves collites temperades (préssecs, maduixes, remolatxes, coliflor, pastanagues, cols, bledes, bròquils, enciams, cebes i patates) i els seus derivats. Des del 1990 ha mostrat un alt índex de creixement demogràfic, passant de 3.373 habitants a 21.000 l'any 2016.

## Geografia
La Colonia Tovar es troba gairebé 2000 m sobre el nivell del mar, a la Serralada Litoral veneçolana. Està connectada amb Caracas i La Victoria per carretera. El seu clima és temperat de muntanya, amb amplituds tèrmiques diàries de 8 °C i boirines freqüents, especialment a l'alba.

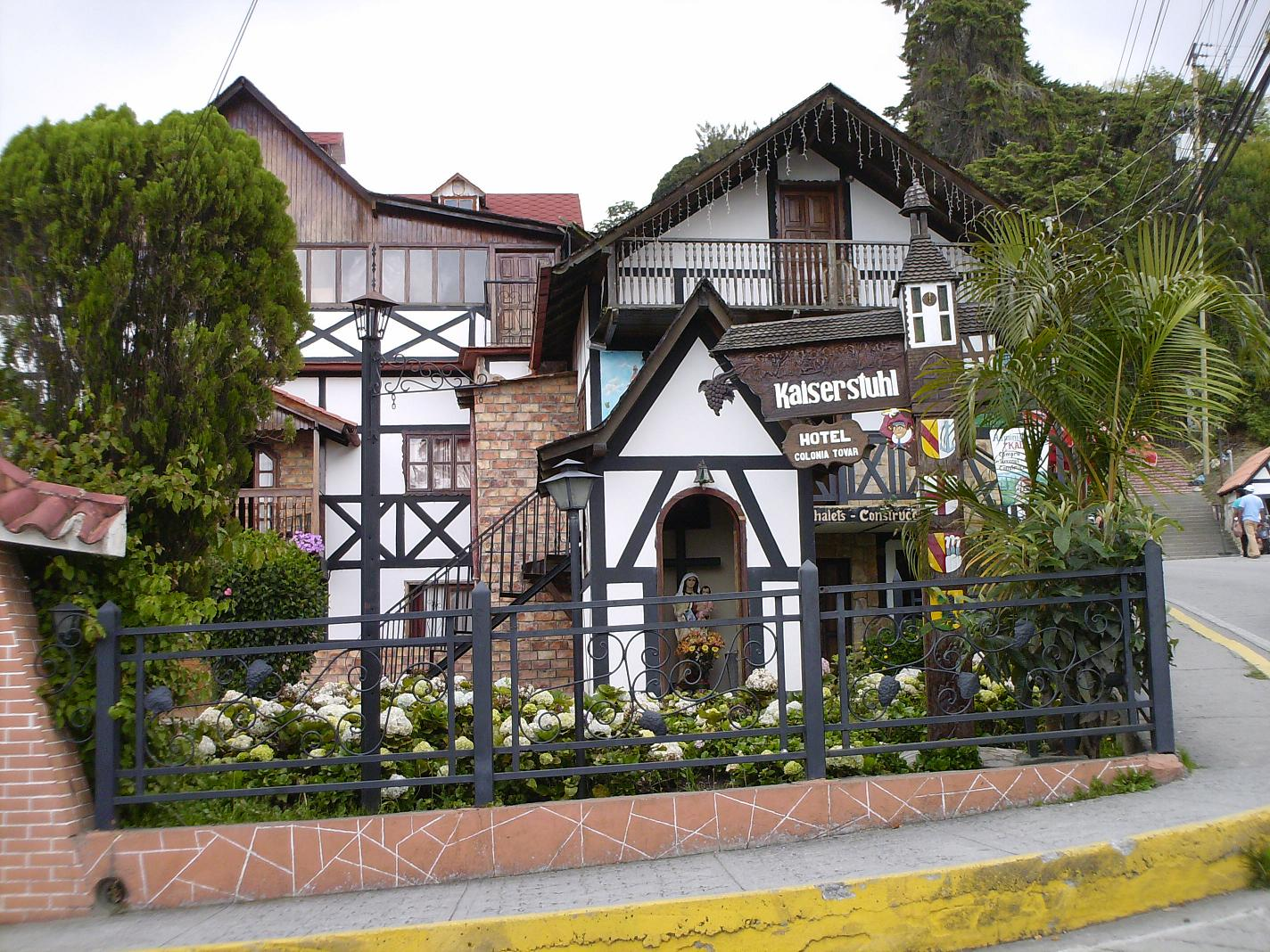
Vista d'una casa a Colonia Tovar.

## Economia
A causa de l'agricultura, els colonieros s'estenen arreu de la vall. Les fruites i les verdures es venen arreu del país, en especial a Caracas, Valencia, Maracay i La Victoria. Actualment, en caps de setmana i festius, els agricultors i artesans instal·len mercats al voltant de les esglésies principals amb paradetes que recorden cases típiques amb teulades vermelles i ofereixen els productes locals, principalment fruita, flors, verdures, plantes, llaminadures i productes artesanals.
A partir del 1960, es van construir hotels i apartaments familiars, així com restaurants que serveixen plats típics de la cultura local. El turisme, principalment de Caracas, Valencia i Maracay, està reemplaçant la principal activitat econòmica de la Colonia, l'agricultura.

## Llengua i cultura

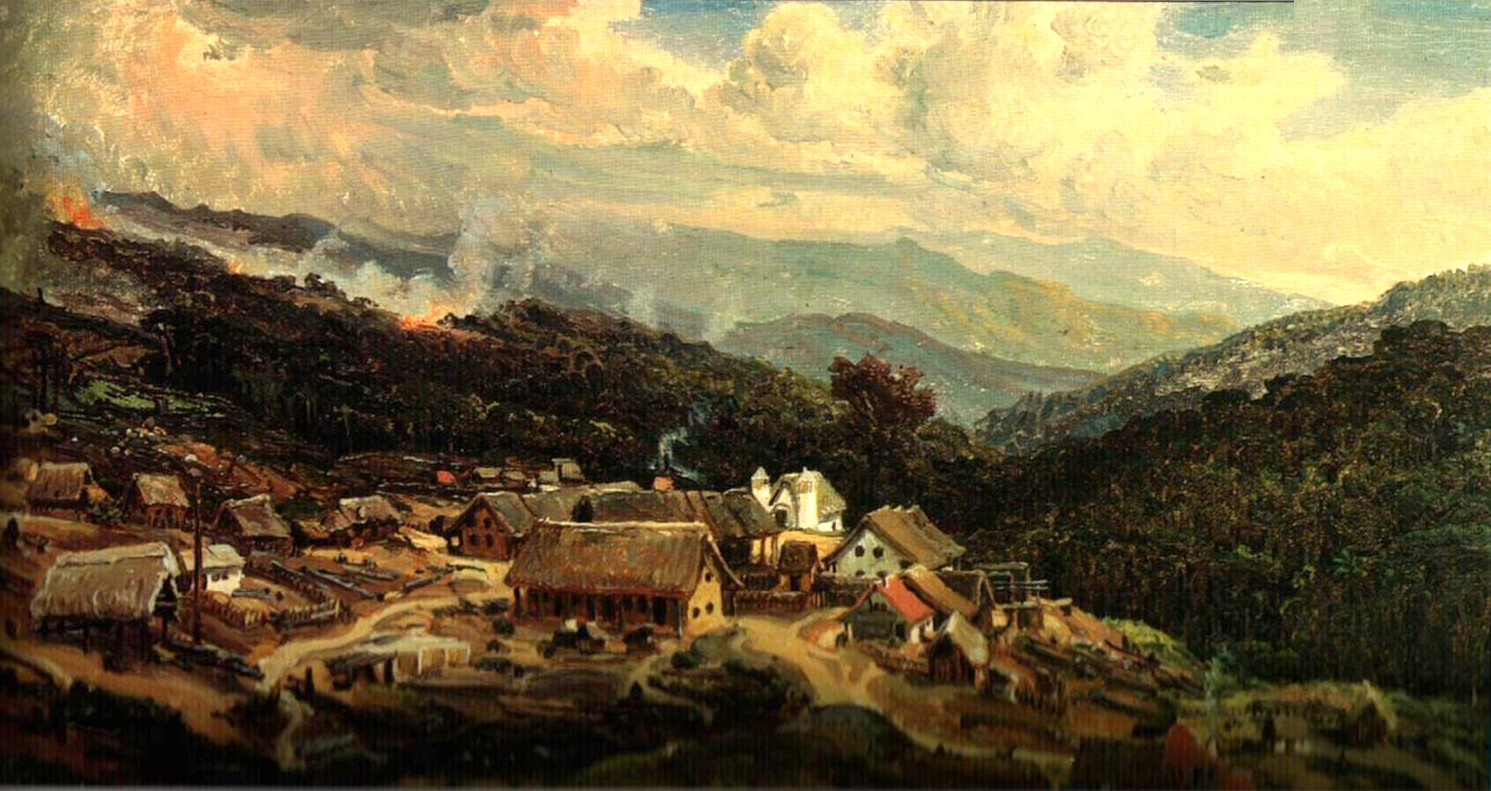
Ferdinand Bellermann. Colonia Tovar (1844)

Tovar es va organitzar des del principi com una comunitat tancada. Els seus fundadors tenien la intenció de mantenir les seves tradicions culturals a llarg temps. Des de la seva arribada, han construït les cases mantenint l'arquitectura distintiva de Kaiserstuhl i el dialecte de Baden ha estat la llengua dominant de l'àrea. La gastronomia i la roba s'han mantingut intactes. Fins i tot, durant un llarg període es va prohibir casar-se amb algú de fora de la colònia per mantenir la continuïtat ètnica i cultural.
Tot i que la llengua oficial de Veneçuela és el castellà, un nombre menor de persones en Colonia Tovar parlen l'alemany coloniero, un rar dialecte de l'alemany resultat de la fusió del castellà amb l'alamànic que van portar els primers colons alemannisch. És una variant de la llengua que s'ha heretat de les generacions prèvies des de fa 176 anys, tot i que molts trets fonètics i part del seu lèxic ja no s'emprenen en l'alemany europeu.
Les cases, edificis, i botigues a la ciutat també s'han construir segons l'estil alpí, donant-hi una inconfundible identitat peculiar. L'església de San Martín de Tours al centre de la ciutat és una còpia de la d'Endingen, a Alemanya, d'on provenien la majoria dels fundadors.
El 1940, el castellà va ser establert com a llengua oficial i el matrimoni exògam va esdevenir una pràctica lliure. Al principi del segle xxi, els habitants de Tovar van començar a integrar-se en la cultura veneçolana, sense abandonar les seves tradicions. Entre les tradicions que es preserven, se'n destaca l'artessania, llegat dels fundadors, preservant les habilitats tradicionals en les arts en fusta, ceràmica i d'altres materials. També hi ha una Acadèmia de Violí, una escola que prepara els estudiants en l'art de la manufactura, manutenció i reparació d'instruments simfònics.

## Relacions internacionals

### Ciutats agermanades
| - Pozuzo, Oxapampa Província, Perú - Helen, Georgia - Blumenau, Santa Catarina, Brasil - Endingen Sóc Kaiserstuhl, Baden-Württemberg - Maracay, Aragua, Veneçuela | - Nairobi, Kenya - Passau, Bavaria - Veliko Tarnovo, Bulgària - Altagracia de Orituco, Guárico, Veneçuela - Tovar, Mérida, Veneçuela |